# Taxiphyllum elegantifrons
Taxiphyllum elegantifrons là một loài Rêu trong họ Hypnaceae. Loài này được (Müll. Hal.) Broth. miêu tả khoa học đầu tiên năm 1925.